# Palast des Hischam
Der Palast des Hischam oder Hischampalast, arabisch قصر هشام, DMG Qaṣr Hišām, oder auch Khirbat al-Mafdschar, arabisch خربة المفجر, DMG Ḫirbat al-Mafǧar, ist eine nur noch in Ruinen erhaltene umayyadische Palastanlage fünf Kilometer nördlich von Jericho. Fertiggestellt wurde er vermutlich unter der Regentschaft des Kalifen Hischam oder seines Nachfolgers al-Walid II. um 743. Neben dem Palastgebäude befanden sich auf dem Gelände auch eine separate Empfangshalle, ein großzügig angelegtes Bad sowie eine Moschee. Nur wenige Jahre nach seiner Errichtung ist das Bauwerk durch ein Erdbeben zerstört und verlassen worden.

## Forschungsgeschichte und Rekonstruktion
Erste archäologische Grabungen in Khirbat al-Mafdschar wurden in den 1930er Jahren vom palästinensischen Archäologen Dimitri Baramki durchgeführt, der zunächst erwartete, eine byzantinische Anlage vorzufinden, jedoch schnell die Bedeutung des Bauwerkes als eine der frühesten bekannten islamischen Palastanlagen erkannte und seine folgenden Entdeckungen sorgfältig dokumentierte. Ab 1959 legte Baramkis britischer Kollege Robert W. Hamilton eine Vielzahl grundlegender kunsthistorischer Studien zum Palast des Hischam vor.
Die neueste Erforschung des Komplexes durch Donald Whitcomb und Hamdan Taha legt nahe, dass es sich nicht allein um eine Palastanlage, sondern um ein landwirtschaftlich genutztes Landgut und eine Protosiedlung handelte, deren Wichtigkeit für die Region lediglich noch von Tell es-Sultan übertroffen werde. Aufgrund der zunehmend erkannten archäologischen, kunstgeschichtlichen und touristischen Bedeutung des Hischam-Palastes wurde er in den letzten Jahren wiederholt umfangreich restauriert, so insbesondere in den 1990er Jahren durch ein palästinensisch-italienisches Team unter der Patronage der UNESCO und jüngst im Rahmen des Jericho Mafjar Projects der palästinensischen Altertümerbehörde und des Oriental Institute der University of Chicago.

## Beschreibung der Anlage

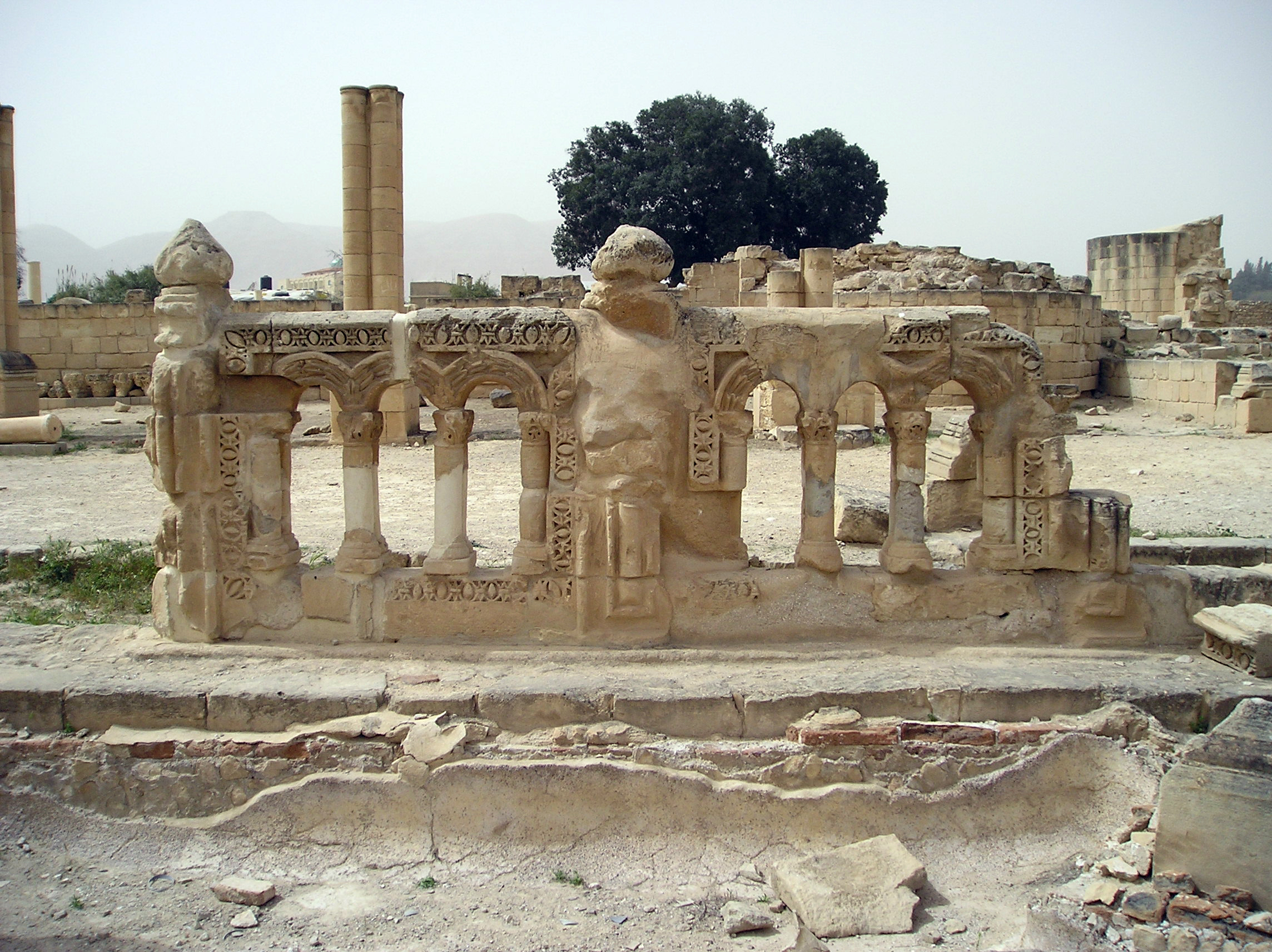
Innenhof der Palastanlage

Der Palast des Hischam war als Winterresidenz angelegt und bestand aus mehreren einzelnen Gebäuden. Das größte Bauwerk war die im Westen gelegene, ursprünglich zweistöckige Wohnanlage, daneben gab es eine Moschee und ein Badehaus mit angeschlossenem Musikzimmer. Im Osten des Komplexes befand sich der 40 × 135 Meter große Vorhof mit einem zentral gelegenen, von einem Pavillon überdachten Brunnen. Der Palast besaß eine reich stuckverzierte und ursprünglich farbige Fassade, die nur noch teilweise erhalten ist. Außerdem verfügte er über ein eigenes Wasserreservoir, das über ein noch heute teilweise erhaltenes, acht Kilometer langes Aquädukt und weitere ausgeklügelte Bewässerungsanlagen mit Frischwasserquellen verbunden war.
Das im Norden der Anlage gelegene, überdurchschnittlich große Badehaus leitet sich architektonisch von römischen Vorbildern ab. Es wurde durch ein Hypokaustum beheizt und verfügte über Latrinen. Der Boden der Empfangshalle ist mit einem sehr gut erhaltenen Mosaik bedeckt. Eines der Einzelmotive zeigt einen früchtetragenden Baum – wohl den Baum des Lebens, siehe auch Tuba (Baum) – mit drei Gazellen und einem angreifenden Löwen. Das aus sechs Millionen Teilen bestehende Mosaikensemble ist in Restaurationsarbeiten bis 2021 vollständig freigelegt und touristisch erschlossen worden: Eine Stahlkonstruktion führt Besucher in mehreren Metern Höhe über die Anlage hinweg, so dass die überwiegend geometrischen Darstellungen von oben betrachtet werden können. Die massiven Säulen der Anlage sind mit Akanthuskapitellen verziert, das nicht mehr erhaltene Dach war mit Gewölben gedeckt und von einer Kuppel bekrönt. Menschen- und Tierfiguren in großer Fülle rundeten die Dekoration ab. Insgesamt werden die Mosaike, Stuckgestaltungen und Skulpturen des Palastes, die deutliche sassanidische und byzantinische Einflüsse zeigen, zu den hochwertigsten Arbeiten der Zeit überhaupt gezählt. Die wie beim Qusair 'Amra überdurchschnittliche Größe und Ausgestaltung des Bades weist darauf hin, dass es vermutlich auch für Audienzen genutzt wurde.
Nördlich der Anlage befinden sich Ruinen von Gebäuden, deren Bedeutung noch nicht abschließend geklärt ist und die offenbar auch nach der Zerstörung des Palastes weiter genutzt wurden. Ursprünglich ging man davon aus, dass es sich dabei um eine Karawanserei gehandelt hat, doch gilt eine Verwendung zu landwirtschaftlichen Zwecken inzwischen als wahrscheinlicher.